# Ochthephilus strandi
Ochthephilus strandi är en skalbaggsart som först beskrevs av Otto Scheerpeltz 1950.  Ochthephilus strandi ingår i släktet Ochthephilus, och familjen kortvingar. Arten är reproducerande i Sverige.